# Jim Chawki
Jim Adonis Chawki, född 9 mars 1993 i Johannebergs församling i Göteborg, är en svensk biljardspelare. Han är svensk juniormästare, och vann guld i junior-EM i 8-ball i Holland 2010.